# Râul Izvorul Călugărului, Arieș
Râul Izvorul Călugărului este un afluent al râului Arieș. Mânăstirea Martirii Neamului  este așezată pe malul acestui râu.

## Hărți
- Harta Munții Apuseni
- Harta Județul Alba